# Сусита (автомобиль)

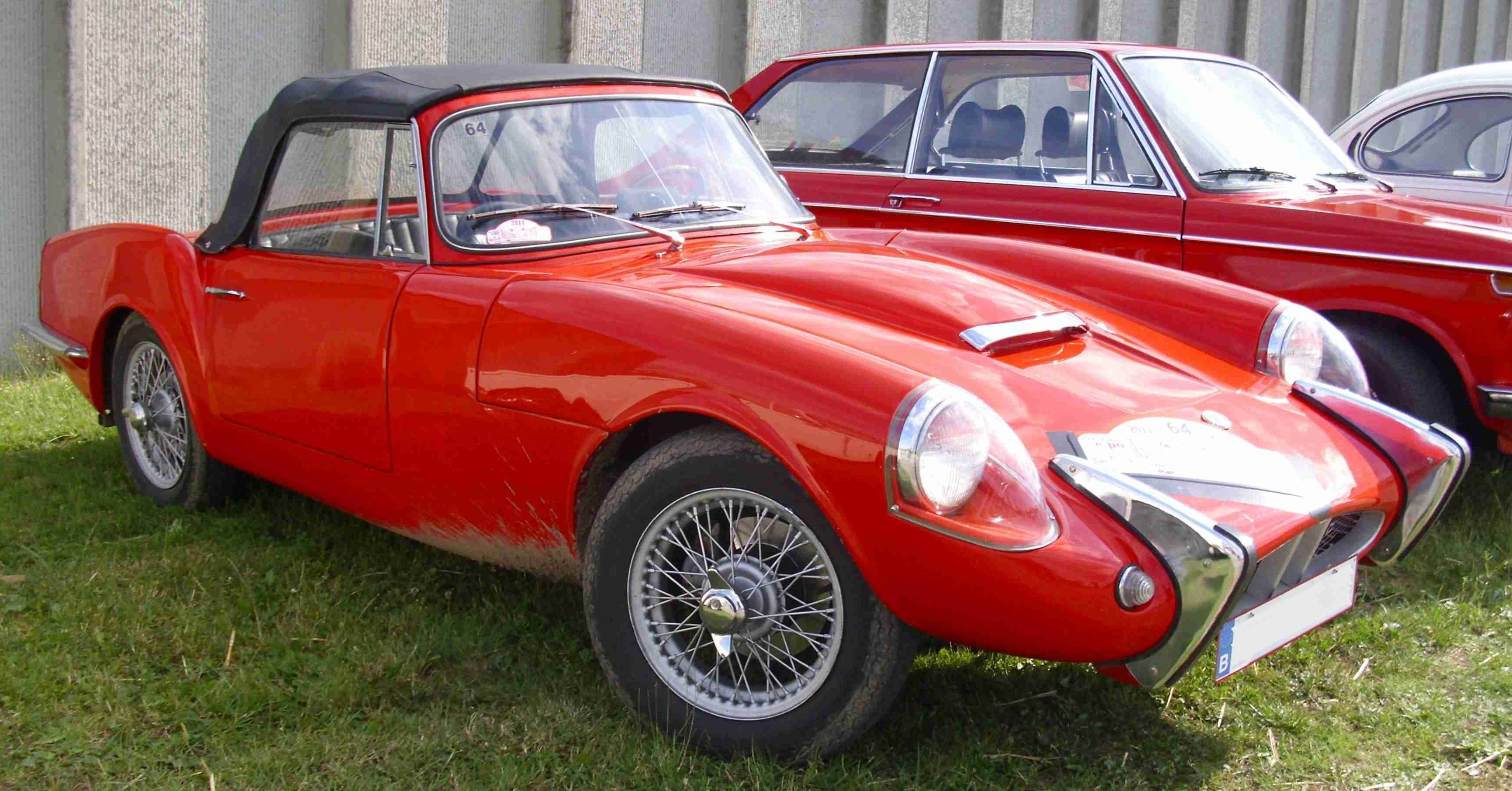
Sabra Sport

Сусита (иногда Суссита, ивр. סוסיתא‎) — израильский автомобиль, производившийся компанией Autocars Co. в 1960—1978 годах. Самый массовый легковой автомобиль израильского производства: до начала 80-х было произведено более 100 тысяч автомобилей.
Впервые представлена на Нью-Йоркском мотор-шоу 1961 года.
Корпус машины — фибергласовый (стеклопластик), с деревянными ребрами жесткости.

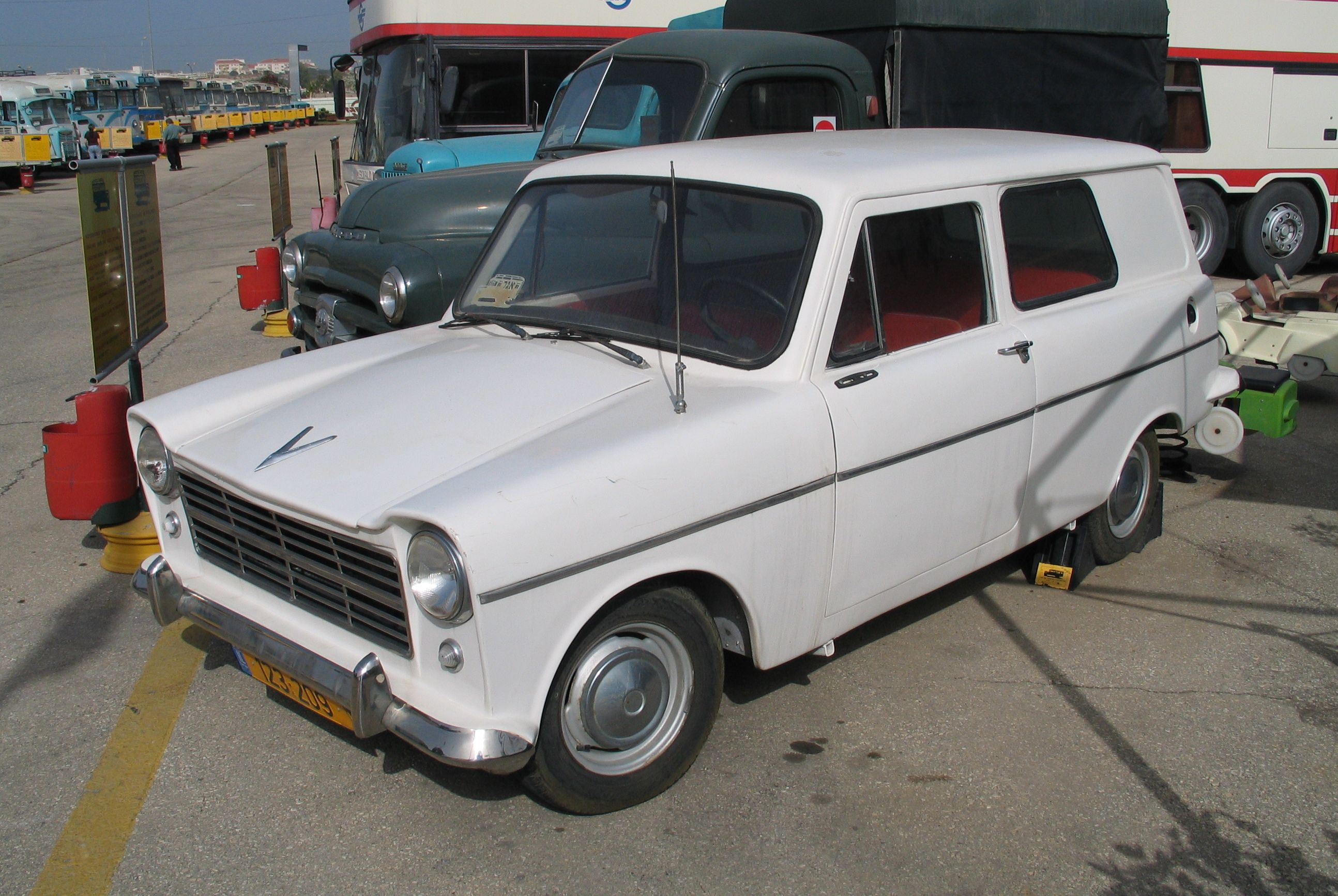
Autocars Sussita 12/50